# David med Goljats huvud
David med Goljats huvud (italienska: David con la testa di Golia) är en oljemålning av den italienske barockkonstnären Caravaggio; målningen finns i tre versioner. De utfördes under 1600-talets första decennium och är utställda på Pradomuseet i Madrid, Kunsthistorisches Museum i Wien och Galleria Borghese i Rom.

## Motivet
David var enligt Första Samuelsboken (kapitel 17) i Gamla testamentet den unge späde hjälten som besegrade filistéernas jättelika kämpe Goljat. Efter att ha träffat Goljat med en sten från sin slunga – jätten avbildas ofta med ett sår i pannan – tog David dennes svärd och halshögg honom. Senare blev David kung över Israel där han regerade cirka 1005–965 f.Kr. 

## Konstnären
Caravaggio grundade en realistisk skola baserad på ett dramatiskt arrangemang av direkt verklighetsstudium. Med hjälp av ”strålkastarljus” som ger starka kontraster mellan ljust och mörkt skapade han en förtätad stämning (jämför med Matteus kallelse). Han hade en stark motvilja mot idealisering och hans modeller, även för helgonmålningar, var bönder med trasiga kläder, rynkor och smutsiga fötter. 
Caravaggio har målat ytterligare tre halshuggningsscener: Medusas huvud, Judit och Holofernes och Johannes Döparens halshuggning. 
Lombarden Caravaggio levde ett utsvävande liv som kantades av bråk, kriminalitet och skandaler. Efter att begått ett dråp 1606 i Rom levde han i landsflykt i Neapel, Sicilien och Malta. 

## Madridversionen
Det finns osäkerheter om Madridversionens tillkomst, proveniens och till och med attribuering. Den tycks ha varit i spanska kungahusets ägo under lång tid. Möjligen kom den till Madrid genom Giulio Rospigliosis försorg som sedermera upphöjdes till påve Clemens IX. Rospigliosi hade ärvt en "David av Caravaggio" när han 1644 begav sig till Spanien där han stannade i nio år. År 1794 omnämns målningen i en inventering av den spanska kungens konstsamling, men med annorlunda dimensioner. Från början har tavlan av allt att döma varit större och vid någon tidpunkt har dess nedre del kraftigt beskurits. Hur den från början kan ha sett ut framgår av diverse kopior där till exempel hela svärdshjaltet är synligt. Moderna analyser av målningen stärker tesen att den är gjord av Caravaggio omkring år 1600.

## Wienversionen
I Wienversionen avbildas David djupt försjunken i tankar och med ett melankoliskt anlete. Den är målad i olja på en pannå av poppel, vilket är ovanligt för Caravaggio som annars främst målade på duk. Målningen förvärvades till den tysk-romerske kejsarens konstsamling 1667. Bland tidigare ägare märks Karl I av England. 

## Romversionen
Även i Romversionen avbildas David melankolisk på gränsen till dyster och inte alls triumfatorisk som han vanligtvis görs i detta i konsthistorien ofta återkommande motiv. Goljats ansikte tros vara ett självporträtt och Davids ansikte är möjligen ett porträtt av vännen Cecco del Caravaggio som också stått modell för pojken i Kärleken övervinner allt. Denna målning tros ha utförts i Neapel sent i konstnärens relativa korta liv (han dog 38 år gammal). Målningen ingick 1613 i Scipione Borgheses samlingar. Möjligen var den, liksom Johannes Döparen som också är utställd på Galleria Borghese, en gåva till påve Paulus V och hans systerson Scipione Borghese för att bli benådad efter det dråp han begick 1606. 